# Barevo (Republika Serbska)
Barevo (cyr. Барево) – wieś w Bośni i Hercegowinie, w Republice Serbskiej, w gminie Jezero. W 2013 roku liczyła 3 mieszkańców.